# Überkomplett (Militär)
Die Dienststellung der Überkompletten war eine Besonderheit des preußischen Militärs aller Waffengattungen. Es handelte sich dabei um Kantonisten, die in der Regel beurlaubt waren und nur während der Exerziermonate eingezogen wurden, um Lücken zu decken, die durch Krankheit oder sonstige Abwesenheit verursacht wurden. Die Stelle war weder mit einem Gewehr oder Pferd oder Ähnlichem ausgestattet, stattdessen übernahmen die Überkompletten solches vom Erkrankten.